# Antonio Teodoro Ortells
Antonio Teodoro Ortells (Rubielos de Mora, Terol, 1647 - València, 1706) fou un compositor i mestre de capella aragonès.
Fou mestre de capella del Col·legi del Patriarca i de la catedral de València. Tractà de dirigir la música religiosa pels seus camins naturals, perquè en els principis de la centúria del segle xviii totes les composicions basades en texts litúrgics desentonaven del caràcter religiós que havien de tindre.
Ortells i altres tractaren de dignificar l'art musical religiós i va escriure moltes obres, que es conserven coma joies d'aquell art. Ortells fou un dels músics més reputats i d'autoritat a Espanya de la seva època. Valls en la resposta de Joaquin Martínez, organista de Palència, vers la missa Scala Aretina, addueix a Ortells com a testimoni de pes en aquella intricada qüestió.
Resten repartides pels arxius de les catedrals d'Espanya (sobretot en la de València) i en el monestir de El Escorial, més de 250 obres d'aquest compositor, entre elles:
- Lamentación primera del Miércoles Santo; a 12 veus i 3 cors, publicada en la Lyra Sacro-Hispana per Eslava.
- Missa; a 6 veus.
- Missa; a 8 veus.
- Villancet; a 8 veus (Arxiu d'El Escorial)
- Missa de Setè to; a 12 veus i villancet
- ¡Que asombro!; a 12 veus (citat per Valls en el seu Mapa harmònic).

Baltasar Saldoni en fa dues persones d'aquest compositor.

## Obra
Com a compositor, Ortells va complir en gran manera amb l'obligació de compondre cada dos anys un Miserere per a la Setmana Santa i anualment els quatre nadales de Nadal, del Corpus i un per a la "Assumpta", d'aquí que la seva obra sigui tan ingent. Només a l'arxiu de la catedral, es conserven 131 composicions amb text llatí i 216 amb text castellà (nadales). La seva música composta en el Patriarca se la va emportar a la seu al passar-hi de mestre. No obstant això, algunes obres d'Ortells van tornar al Patriarca segons consta en l'inventari de 1717, en el qual s'inclouen quinze composicions seves; nombre que amb el curs dels anys es va incrementar, explicant-se fins a 39 peces, totes amb text llatí. Va conrear tots els gèneres de la litúrgia de la missa i de l'ofici, la nadala i l'oratori o drama religiós per a l'oratori de la Congregació de Sant Felip Neri de València.
Com avantatjat seguidor de Comes, el seu estil és grandiós i la seva música, escrita per grans capelles, inclou amb freqüència composicions per a dotze veus en tres cors, cada un amb un color propi. En les seves misses, gairebé totes policorals, de sis, vuit, 11:12 veus, s'adverteix la conjunció de l'estil contrapuntístic de les parts breus amb l'estil "modern" de les restants, mitjançant l'alternança de l'estil vertical amb el solístic de gran virtuosisme. Herència del passat va ser la pràctica de la missa paròdia i sobre els temes populars de les seves nadales. Potser per l'excessiva durada del Sanctus a la missa, igual que altres compositors coetanis, no escriu el Benedictus, encara que en algunes còpies posteriors apareix afegit per uns altres. Com era habitual al segle xvii, en les seves obres policorals els instruments interpretaven algunes de les veus, i fins i tot algun o alguns dels cors. El baix continu està singularment assenyalat per a l'òrgan, arpa, espineta i violó, i també és usat per a l'òrgan sol (poc comú) perquè afegeix solemnitat i suport per a l'afinació d'instruments i veus.
En els seus motets destaca l'ús policoral de dotze veus, sense faltar el baix continu d'orgue i arpa, escrits en estil modern amb text bíblic seccionat en frases. El seu nombre és inferior al dels salms, potser per no comptar amb espai en la litúrgia, excepte en algunes festivitats de la Verge i del Senyor. Estretament emparentats pel que fa a la forma són els seus responsoris, versos i seqüències escrits a catorze, quinze i setze veus, però en nombre reduït per la poca cabuda que tenien en la litúrgia, llevat de les lamentacions de Setmana Santa, totes molt solemnes i ben treballades. Va escriure música per a totes les parts de les completes: salms, càntic, himne i antífona final.
Els salms conformen el seu repertori llatí més copiós; en la seva major nombre són d'una policoralitat molt espectacular, de deu, 11:12 veus. L'estil és fonamentalment contrapuntístic-imitatiu en algunes veus amb sobrietat d'ornaments melòdics. En el repertori de nadales, Ortells supera els altres gèneres. El nombre dels que es conserven, sobretot en la metropolitana de València, és sorprenent, i abunden còpies a El Escorial, Sogorb, i altres catedrals com Lleida i Tarragona. Amb això Ortells demostra haver complert amb l'obligació de compondre'ls anualment en les festes de Nadal, Corpus i Mare de Déu. El nombre dels de Nadal supera als del Corpus i aquests als de la Verge. De la Mare de Déu, la festivitat més celebrada és la "Assunta" (per ser d'obligació) i després la del Dolç Nom de Maria. Els anys indicats en molts d'ells oscil·len entre 1672 i 1706; uns pocs que porten dates posteriors són còpies d'altres mestres. El nombre més copiós pertany a la dècada de 1680.

## Altres composicions són
- Nobles filles de Sion, motet marià a dues veus i continu dedicat a la solitud de Maria Santíssima;
- Christus factus est, motet a quatre veus i continu dedicat a la Passió
- Audite universitat populi, motet a dotze veus amb acompanyament partit i baix continu dedicat a la Mare de Déu dels Dolors